# شوأيب والترز
شوأيب والترز (بالإنجليزية: Shu-Aib Walters)‏ (مواليد 26 ديسمبر 1981 في كيب تاون) لاعب كرة قدم جنوب أفريقي يلعب حاليا لصالح نادي ماريتزبورغ يونايتد الجنوب الأفريقي معاراً من نادي بلويمفونتين سيلتيك الجنوب الأفريقي .

## روابط خارجية
- شوأيب والترز على موقع الاتحاد الدولي (مؤرشف)  (الإنجليزية)
- شوأيب والترز على موقع قاعدة بيانات كرة القدم.إي يو (الإنجليزية)
- شوأيب والترز على موقع Soccerway.com (الإنجليزية)
- شوأيب والترز على موقع عالم كرة القدم.نت (الإنجليزية)
- شوأيب والترز على موقع كووورة